# سیارک ۸۳۳۶۲
سیارک ۸۳۳۶۲ (به انگلیسی: 83362 Sandukruit، نامگذاری:2001SH1)۸۳۳۶۲مین سیارک کشف شده‌است که در ۱۷ سپتامبر ۲۰۰۱ کشف شد.